# Ancien parlement de Stockholm
L'Ancien Parlement (en suédois : Gamla riksdagshuset) est l'ancien siège du Parlement suédois (Riksdag), situé à Birger Jarls torg, dans le quartier  Riddarholmen, au centre de Stockholm. 

## Histoire
Il a été utilisé jusqu'en janvier 1905, date à laquelle le nouveau bâtiment de Helgeandsholmen a été inauguré.
L'Ancien Parlement était le siège : du Riksdag des États de 1833 à 1866, et du Riksdag bicaméral de 1866 à 1905.
Une section supplémentaire sur le bord de mer a été conçue en 1911 par Aron Johansson, dans le style national romantique.